# Souliath Saka
Pour les articles homonymes, voir Saka.
Souliath Saka est une athlète béninoise, née le 20 décembre 1991 au Bénin, spécialisée dans les 200 et 400 mètres.

## Carrière sportive
Aux Championnats d'Afrique Junior 2007, elle a remporté la médaille de bronze au 200 mètres et la médaille d'argent au 400 mètres. Elle a réussi à atteindre les demi-finales aux Championnats d'Afrique 2008 (200 m) , aux Championnats d'Afrique 2012 (200 m et 400 m)  et aux Championnats d'Afrique 2018 (200 m). Elle a également participé aux Jeux de la Francophonie 2005 (400 m)  et les Jeux de la Francophonie 2009 (200 m)  sans atteindre la finale.
Au relais 4 x 100 mètres, elle a terminé quatrième aux Jeux de la Francophonie 2009 , cinquième aux Championnats d'Afrique 2012  et a concouru sans finir aux Jeux de la Francophonie 2017.
Au relais 4 x 400 mètres, elle a terminé cinquième aux Jeux de la Francophonie 2005  et cinquième aux Jeux de la Francophonie 2009 .
Ses meilleurs temps personnels sont de 24,63 secondes au 200 mètres, réalisé en juin 2018 à Blois, et 54,76 secondes au 400 mètres, réalisé en juillet 2018 à Albi.